# Club Social Corire
Social Corire es un club de fútbol peruano, con sede en la ciudad de Corire, provincia de Castilla, en el departamento de Arequipa. Fue fundado en 1943 y participa en la Copa Perú.

## Historia
El club fue fundado el 13 de junio de 1943 y es habitual representante de su provincia en los torneos departamentales de Arequipa.
En 2009 se creó la Liga Superior de Arequipa contando con Social Corire como uno de los participantes de su primera edición. En ese torneo finalizó en cuarto lugar con 33 puntos, seis menos que el campeón Unión Minas de Orcopampa. En la edición siguiente no pudo terminar el torneo y se retiró del mismo quedando eliminado de la Copa Perú.
Con la desaparición de la Liga Superior arequipeña, Social Corire retornó a su liga de origen. En 2011 clasificó a la Etapa Departamental donde llegó hasta la liguilla final en el que terminó en tercer lugar detrás de Saetas de Oro y Unión Minas que clasificaron a la Etapa Regional.
En la Etapa Departamental de Arequipa 2015 terminó en segundo lugar de su grupo en la segunda fase luego de ganar por 2-0 a Deportivo Estrella de Camaná en la última fecha y clasificó a la semifinal departamental donde quedó eliminado tras perder 3-0 en Majes y 1-2 como local ante La Colina FC.
En 2016 fue campeón distrital de Uraca y campeón provincial de Castilla, en la Etapa Departamental de Arequipa 2016 terminó eliminado en la segunda fase luego tras perder 3-2 en Corire y empatar 0-0 en Camaná ante San Jacinto FBC.
En 2017 fue campeón distrital de Uraca y campeón provincial de Castilla. Llegó a la Etapa Departamental donde fue eliminado en la segunda fase por Sportivo Huracán.
En la Copa Perú 2018 llegó al cuadrangular final de la Etapa Departamental en Arequipa junto a Sportivo Huracán, Defensor Lima de Camaná y Virgen de las Nieves. Terminó en el primer lugar empatado con Sportivo Huracán y clasificó a la Etapa Nacional del torneo por primera vez en su historia como subcampeón departamental de Arequipa tras perder el desempate. En su participación en la Etapa Nacional fue eliminado en primera fase al terminar el puesto 46 de 50 como resultado final, su mejor campaña histórica.

## Estadio
El club juega de local en el estadio José Ricketts de propiedad de la Municipalidad Distrital de Uraca.

## Rivalidades
Su rival tradicional a nivel local es San Vicente, con quien disputa el clásico de la ciudad. 

## Palmarés

### Torneos regionales
| Competición regional                    | Títulos                                                                                   | Subcampeonatos    |
| --------------------------------------- | ----------------------------------------------------------------------------------------- | ----------------- |
| Liga Departamental de Arequipa (0/3)    |                                                                                           | 1971, 1978, 2018. |
| Liga Provincial de Castilla (15/3)      | 1967, 1969, 1970, 1971, 1973, 1974, 1975, 1976, 1978, 1979, 2011, 2014, 2015, 2016, 2017. | 2000, 2013, 2023. |
| Liga Distrital de Uraca (5/2)           | 1978, 2015, 2016, 2017, 2023.                                                             | 2024, 2025.       |
| Liga Unificada del Valle de Majes (1/0) | 2018.                                                                                     |                   |